# 九顶草属
冠芒草属（学名：Enneapogon）是禾本科下的一个属，为多年生草本植物。该属共有约20种，分布于热带或亚热带地区。
属名Enneapogon源于希腊语ennea（九个）和pogon（髯手）的合成词，指外稃具九条羽状冠毛。

## 下属物种
- 九顶草 Enneapogon borealis (Griseb.) Honda